# Franz Brusák

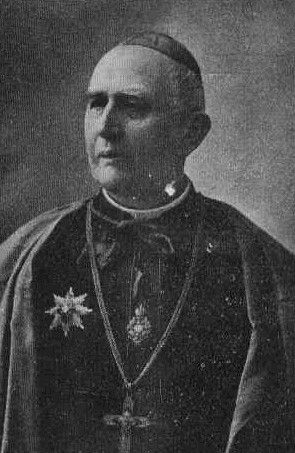
František Brusák

František Brusák (* 1. November 1840 in Ohaveč, Ostböhmen; † 5. April 1918 in Prag) war Titularbischof von Acmonia und Weihbischof in Prag, 1908 bis 1918.
1868 zum Priester geweiht, war Brusák von 1884 bis 1890 Spiritual und ab 1888 Rektor des Prager Priesterseminars. 1890 wurde er Domkapitular. Von 1899 bis 1908 war er Generalvikar der Erzdiözese Prag und vom 1. Mai 1908 bis zu seinem Tod 1918 Weihbischof.